# GP7型柴油机车
GP7型柴油机车是美国通用汽车易安迪公司（GM-EMD）在1940年代末推出的一款柴油机车，也是易安迪公司的第一代“GP”系列四轴干线调车机车，主要竞争对象是美国机车公司的RS-2、RS-3型柴油机车。

## 开发背景
1930年代，当柴油机车开始在美国铁路投入使用初期，大多只是用于功率需求较低的调车作业，至1930年代末随着柴油机车的单机功率和功率重量比的提高，使之与蒸汽机车的竞争领域扩展到调车作业以外。1939年，当易安迪公司推出1,350马力的FT型干线货运柴油机车后，共有二十多家铁路公司订购了逾千台该型机车，这不仅对美国本土的蒸汽机车造成了致命的打击，同时亦标志着美国铁路干线牵引动力内燃化的开始。在1940年代，柴油机车维修费用低、乘务人员少、运用寿命长、燃料经济性好的优点，在列车重量大而行车密度小的美国铁路充分显示出来，加上当时正值美国铁路近半数蒸汽机车车龄已逾三十年而需要更换，促使美国铁路在第二次世界大战结束之后全面展开内燃化改革。
当时，易安迪公司推出的E系列客运机车和F系列货运机车，都是属于采用全宽度的流线型棚式车体的干线机车，这种设计严重妨碍了从司机室向后瞭望的视野，而且当时美国铁路尚未普及双向无线电通信，因此这种机车不太适合用于需要频繁换向的调车作业。因此，通用性更强的干线调车机车在北美洲应运而生，例如美国机车公司在1940年代初推出的RS系列柴油机车。为了能够与美国机车公司、鲍尔温机车厂、费尔班克斯-莫尔斯公司等竞争，易安迪公司于1947年推出了其第一款干线调车机车——BL2型柴油机车。然而，由于车体结构设计上的种种缺点，BL2型柴油机车并不是一款成功的产品，只有少数几家铁路公司购置了该型机车。
1949年，在吸取BL2型柴油机车经验教训的基础上，易安迪公司研制了新一代的GP7型柴油机车，为以后延续数十年的GP系列四轴干线调车机车拉开了序幕（“GP”是“General Purpose”的缩写，意为“通用”）。GP7型柴油机车的特点是采用了底架承载结构、双侧外走廊的罩式车体，车体上部自前向后由电气室、司机室、动力室、冷却室四部分组成，其中电气室一端称为短罩端，动力室和冷却室一端称为长罩端。机车走行部为两台布贝格B型二轴转向架。GP7型柴油机车的动力传动系统与同时期的F7型柴油机车完全相同，机车装用一台16气缸、1500马力的16-567B型二冲程柴油机；传动系统采用直—直流电传动，柴油机直接驱动一台D12B型直流发电机，发出的直流电供给四台D27B型直流牵引电动机。牵引电动机采用轴悬式驱动方式，牵引齿轮传动比为4.13（62：15）。
GP7型柴油机车推出市场后立即受到各大铁路公司的青睐，许多一级铁路公司乃至地方铁路公司都订购了该型机车。1949年10月至1954年12月期间，通用汽车共生产了超过2700台GP7型柴油机车，其中2617台是由通用汽车易安迪公司位于伊利诺伊州拉格兰奇和俄亥俄州克利夫兰的机车制造工厂生产，而位于加拿大安大略省伦敦的通用汽车柴油（GMD）生产了112台。此外，易安迪公司还为聖塔菲鐵路生产了5台没有司机室的GP7B型柴油机车，用来与GP7型柴油机车重联及作为增力机车使用。GP7型柴油机车的后继产品是1954年推出的GP9型柴油机车，另外易安迪公司还在1952年推出了六轴版本的SD7型柴油机车。
使用GP7型柴油机车的铁路公司几乎遍布整个北美洲，美国国内的主要用户包括聖塔菲鐵路、紐約中央鐵路、密苏里太平洋铁路、切薩皮克與俄亥俄鐵路、大西洋海岸铁路、岩島鐵路、圣路易斯－旧金山铁路、海岸航空铁路、芝加哥和西北鐵路、伯靈頓鐵路、路易斯维尔和纳什维尔铁路、大北方铁路、賓夕法尼亞鐵路、伊利鐵路、伊利諾伊中央鐵路等铁路公司。而美国国外的用户则包括加拿大国家铁路、加拿大太平洋铁路、魁北克北海岸和拉布拉多铁路、阿尔古玛中央铁路、墨西哥国家铁路等。